# Taipingopstand

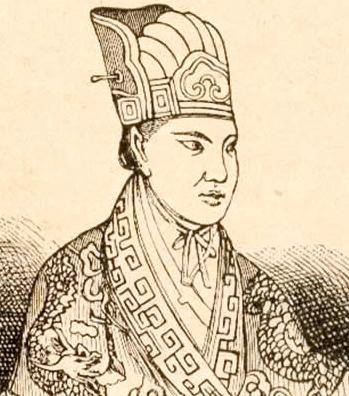
Hong Xiuquan, de leider van de Taipingopstand

De Taipingopstand was een massale burgeroorlog in Zuid-China van 1850 tot 1864, tegen de Mantsjoes geleide Qing-dynastie. De opstandelingen werden geleid door Hong Xiuquan die in visioenen de boodschap had gekregen dat hij een jongere broer van Jezus was. Tijdens de opstand stierven 20 tot 30 miljoen mensen, voornamelijk burgers. De Taipingopstand is daarmee een van de dodelijkste militaire conflicten in de geschiedenis.
Hong stichtte het Hemelse Koninkrijk van de Volmaakte Vrede met als hoofdstad Nanjing. Het leger van dit koninkrijk beheerste grote delen van Zuid-China; in de hoogtijdagen controleerde het een gebied waar 30 miljoen mensen woonden. Op de agenda van de volgelingen van Hong stonden sociale hervormingen, zoals gemeenschappelijk eigendom en gelijkheid voor vrouwen. Het confucianisme, boeddhisme en Chinees volksgeloof moesten vervangen worden door hun versie van het christendom. Hij beschouwde zijn vorm van christendom als een voortzetting van het oorspronkelijke Chinese geloof, namelijk het geloof dat bestond voordat (volgens hem) het geloof in Shangdi werd verbasterd door Confucius. Door hun weigering om een vlecht te dragen, werden de Taipingtroepen "Langharen" genoemd door hun tegenstanders. De Qing-regering versloeg uiteindelijk de opstand met de hulp van de Fransen en de Britten.
In de 20e eeuw zag Sun Yat-sen, stichter van de Kwomintang, de opstand als inspiratiebron. De communistische leider Mao Zedong prees de Taipingrebellen als vroege revolutionairen tegen een corrupt feodaal systeem.

## Oorzaken van de opstand
In het midden van de 19e eeuw had China met grote problemen te kampen. De vernedering die de keizerlijke legers in de Opiumoorlogen was aangedaan door de Engelsen had het vertrouwen van de bevolking in de bestuurders ernstig aangetast. De bevolking was in de voorgaande eeuw explosief gestegen, van circa 180 miljoen in 1740 tot circa 430 miljoen in 1850. Relatief kleine verstoringen in de landbouwopbrengsten waren in die situatie al voldoende om ernstige hongersnoden te veroorzaken. Er was schaarste aan grond en een overschot aan arbeidskrachten. Daardoor hadden de grondbezitters veel macht over de landloze plattelanders, zodat het inkomen van de landarbeiders laag was. Zoals in de Chinese geschiedenis vaker het geval was geweest in dergelijke omstandigheden, verzamelden zich in ontoegankelijke berg- en moerasgebieden aan de grenzen van de provincies grote groepen aan maatschappelijke verschoppelingen. Deze vormden almaar uitdijende roversbenden die door de provinciale bestuurders steeds moeilijker in toom gehouden konden worden.
Omstreeks 1847 stichtte Hong Xiuqian in Zuid-China een sekte. Hij behoorde tot de volksgroep der Hakka, een enigszins marginale groep in de Chinese bevolking, die het bergachtige grensgebied tussen de provincies Guangdong, Fujian en Jiangxi bewoonde. Hij had aanvankelijk mandarijn (bestuursambtenaar) willen worden. In 1837 deed Hong, dan nog onder de naam Hong Renkun, voor de derde maal deel een poging de daartoe vereiste examens op provinciaal niveau in Guangzhou te halen. Hij kreeg daar van twee mannen, waaronder de als Chinees vermomde zendeling Edwin Stevens, een boek van Liang Fa, de eerste Chinese evangelist. Hong nam het boek Goede Woorden ter Aansporing van de Tijden mee naar huis, maar nam er verder geen kennis van. 
Na het ontvangen van het bericht dat hij opnieuw was gezakt, raakte hij in een psychose en kreeg een aantal visioenen. In 1843 zakte Hong voor de vierde maal voor de examens en vervolgens las hij het boek van evangelist Liang Fa. Hij interpreteerde de inhoud van zijn eerdere visioenen in christelijke termen aan de hand van het geschrift. Hij raakte ervan overtuigd dat hij de jongere broer van Jezus Christus was. De essentie van het betoog van Liang Fa – de noodzaak tot moreel juist gedrag en het contrast tussen uitverkorenen en verdoemden – nam hij als basis voor de ideologie die leidde tot de Taipingopstand.

## Het succesvolle begin van de opstand
Al spoedig begonnen de maatschappelijke verschoppelingen zich bij duizenden om de sekteleider te scharen. Als de provinciale autoriteiten in 1851 de sekte probeerden op te heffen, trok de sekte zich in een onherbergzaam gebied terug en begon een guerrillastrijd. Ook vele leden van de minderheidsvolkeren der Miao en Zhuang sloten zich aan bij het guerrillaleger, dat spoedig aangroeide tot enkele tienduizenden, en vervolgens enkele honderdduizenden manschappen. De ene districtshoofdstad na de andere werd veroverd. In de kolenbrander Yang Xiuqing (楊秀清), die spoedig de titel Koning van het Oosten zal krijgen, vond Hong een bekwame militaire aanvoerder. In 1852 veroverde Yang de stad Wuhan, hoofdstad van de provincie Hubei.
In maart 1853 rukte het Taipingleger op naar Nanjing, na Peking de belangrijkste stad van China. Na een beleg van slechts 11 dagen werd de stad ingenomen. Ongeveer 30.000 keizerlijke soldaten en duizenden burgers van de stad werden door de opstandelingen gedood. Nauwelijks één Mantsjoe in de stad wist aan het bloedbad te ontsnappen. Nanjing werd nu de hoofdstad van het Hemelse Koninkrijk van de Volmaakte Vrede. Hong liet er voor zichzelf een groot nieuw paleis bouwen, midden in een Verboden Stad, net zoals de Mantsjoe-keizer in Peking leefde.

## Discipline, puritanisme en fanatisme van de Taiping

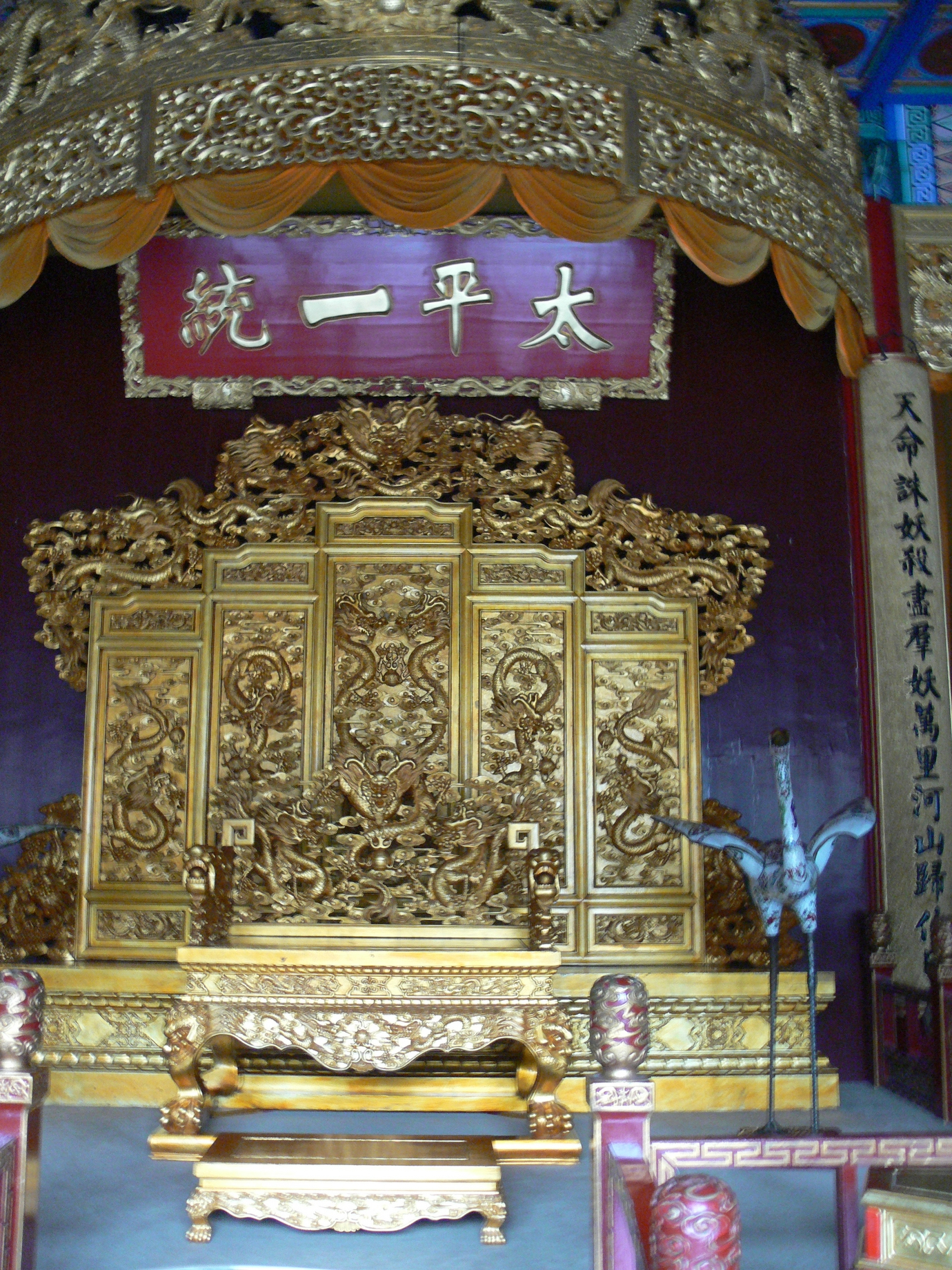
De troon van de Hemelse Koning.

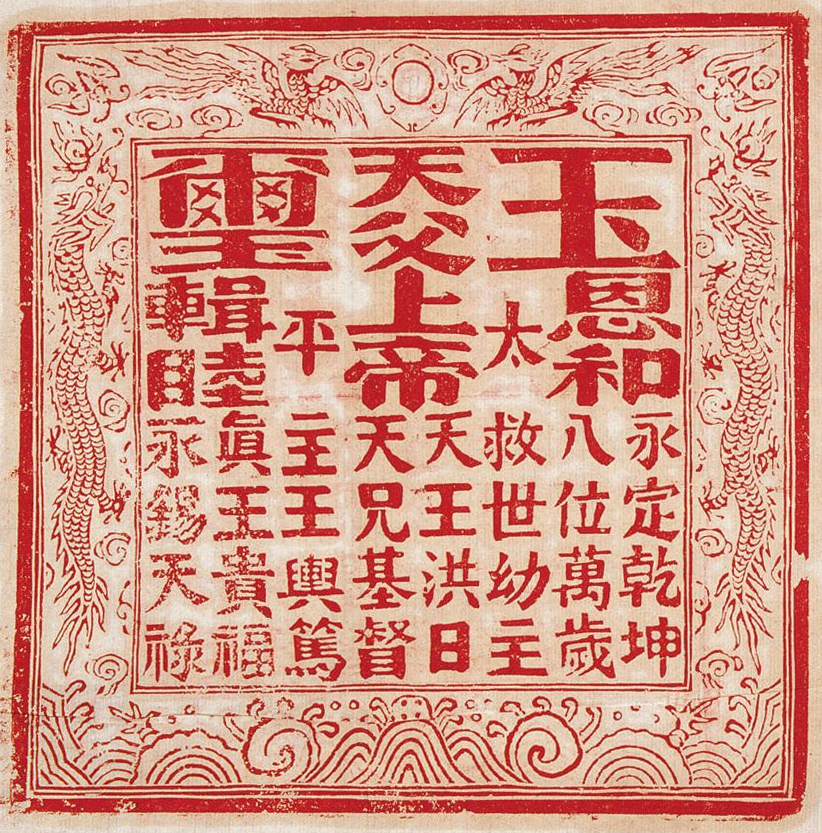
Zegel van het Koninkrijk.

Het leger van de opstandelingen werd gekenmerkt door een strakke discipline, puritanisme en fanatisme. De soldaten droegen rode jassen, blauwe broeken en lange haren (de door de Mantsjoe aan de Chinezen opgelegde gevlochten staart was bij de Taiping een taboe). De in het leger dienende mannen en vrouwen leefden in gescheiden kampen en iedere vorm van seksueel contact werd met de dood gestraft.
Zoals in burgeroorlogen vaak het geval is, speelde het moreel van de troepen en aanhangers doorgaans een veel grotere rol dan de aantallen soldaten. Zolang het morele overwicht aan de kant van de Taiping lag, leek de beweging niet te stoppen. De elite van het keizerlijke China had altijd de neiging gehad om zijn soldaten te minachten, wat ertoe bijdroeg dat de training en het moreel van deze troepen vaak erg slecht was.
De Taiping waren van een vurig hervormingsverlangen vervuld. Zij droomden van een heilstaat die op sociale rechtvaardigheid zou berusten. Hun bestuur betekende een revolutionaire breuk met de Chinese traditie:
- Beambten werden niet langer meer geëxamineerd op hun kennis van de Confucianistische klassieken, maar op die van de bijbel.
- Het privé-eigendom werd afgeschaft; alle land was eigendom van de staat, die dit onder de boerenfamilies verdeelde.
- De maankalender werd vervangen door een zonnekalender,
- De maatschappelijke klassen werden afgeschaft en de gelijkheid der geslachten werd geproclameerd. Het binden van de vrouwenvoeten werd verboden.
- Er werd een verbod ingesteld op opium, gokspelen, tabak, alcohol, polygamie, slavernij en prostitutie.

Er werd ook een landbouwhervorming afgekondigd, waarbij iedere familie een hoeveelheid land zou krijgen, die enigszins kon variëren naargelang de vruchtbaarheid van het land en het aantal arbeidsgeschikte mannen in de familie. Iedere familie mocht maximaal 25 kippen en twee varkens hebben. Een groep van 25 families tezamen vormden een gemeenschap met een kerk.
In de praktijk komt er echter van deze hervorming niet veel terecht. Buiten de grote steden was de controle van de Taipingleiders maar beperkt.
Onder andere Robert M. Gimello in Ch'eng-kuan on the Huayen Trinity (1996), wijst er op dat de Taipingopstandelingen ook de boeddhistische bibliotheken verwoestten. In de praktijk leidde dit er toe dat er een Sino-Japanse samenwerking tot stand kwam tussen Yang Wenhui en Nanjiō Bunyū. Beiden brengen de op dat moment nog in Japan aanwezige boeddhistische canon zo veel mogelijk samen en geven deze vanaf circa 1890 uit onder de naam Nanjiō-collectie, een veel geraadpleegde anthologie.

## Interne strijd
De Hemelse Koning Hong had het veroverde gebied verdeeld in vier Koninkrijken, genoemd naar de vier windstreken. Het regime van Hong was een theocratische en militaire dictatuur.
De grote militaire leider Yang was Koning van het Oosten. Hij paarde een strikte discipline onder zijn soldaten aan grote wreedheid. Ontelbare mensen liet hij voor uiteenlopende vergrijpen levend verbranden. Hong begon zich uit het dagelijks bestuur terug te trekken, zogenaamd om in meditatie te gaan. In werkelijkheid gaf hij zich meer en meer over aan de genoegens van het paleis- en haremleven; het verbod van polygamie gold niet voor hemzelf. Daardoor raakte de macht steeds meer in de handen van Yang. Toen deze zich als rivaal van Hong begon te profileren, riep de Hemelse Koning de hulp in van een van zijn andere onderbevelhebbers, Wei Changhui, de Koning van het Noorden, die de opdracht kreeg om Yang uit de weg te ruimen. Na de moord op Yang (september 1856) werd ook afgerekend met diens aanhangers.
Het begon steeds duidelijker te worden dat de Taipingleiders noch in moreel, noch in organisatorisch opzicht een grote verbetering betekenden vergeleken met de elite van het keizerlijke China, een besef dat het moreel van het opstandelingenleger begon aan te tasten. Bovendien begonnen in de nog niet door de opstandelingen bezette gebieden de plaatselijke grondbezitters, verschrikt door de wreedheid van de rebellen, onder hun eigen boeren privélegertjes te rekruteren, die vaak beter vochten dan de keizerlijke troepen.

## Neergang van de Taiping

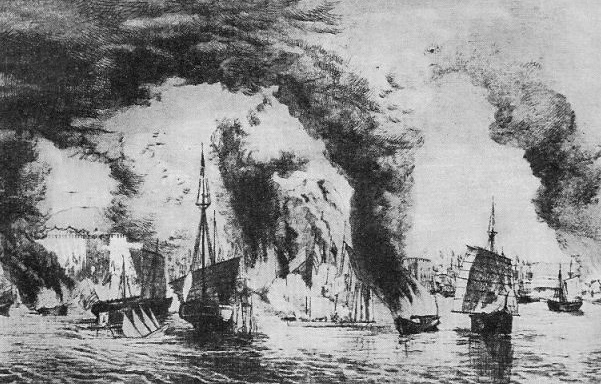
Tekening van strijd tussen Taipingopstandelingen en Qing op de Yangtze

Op het hoogtepunt van de opstand was een groot deel van Midden- en Zuid-China (ongeveer de provincies Hunan, Hubei, Jiangxi en Anhui en delen van de provincies Guangdong, Fujian, Zhejiang en Jiangsu) in handen van de rebellen. De kustgebieden bleven echter grotendeels in handen van de keizerlijke troepen. De opstandelingen zijn er nooit in geslaagd om een belangrijke havenstad te bezetten. De voortdurende burgeroorlog in het achterland belemmerde echter wel de handel wat weer voor de Europese grootmachten aanleiding was zich met de burgeroorlog te bemoeien. In het Taipinggebied woonde ongeveer een derde van de bevolking van het keizerrijk (dat wil zeggen ongeveer 150 miljoen mensen).
Het Taiping leger telde op zijn hoogtepunt ruim 1 miljoen soldaten, maar de keizerlijke troepen, tezamen met de milities van de grondbezitters, waren zeker twee maal zo talrijk. Een vrij belangrijke rol werd gespeeld door een kleine, maar modern bewapende legermacht, die door de Europeanen in Shanghai gevormd was. Het Altijd Zegevierende Leger onder leiding van de Britse generaals Frederick Townsend Ward en Charles George Gordon verhinderde verschillende keren dat Shanghai werd veroverd door de Taipingopstandelingen.
In 1853 en 1854 hadden de Taipingopstandelingen een opmars in de richting van Peking gemaakt, maar die was afgeslagen. Daarna kwam de machtsstrijd tussen Hong en Yang. Het werd nu steeds onwaarschijnlijker dat de Taiping, nu hun enthousiasme begon te tanen en er tweespalt in hun rangen was opgetreden, erin zouden slagen de Qing-dynastie ten val te brengen. Bovendien vonden de keizerlijke troepen in Zeng Guofan (曾國藩) een bekwaam leider. Het getij begon te keren. Vanaf 1860 werd de Taiping steeds meer in het defensief gedwongen.
In 1859 en 1860 ondernamen de keizerlijke troepen een aanval op Nanjing, die echter werd afgeslagen. De Taiping deden daarna nog een poging om Shanghai te veroveren, die echter door het Altijd Zegevierende Leger werd afgeslagen. In 1864 verenigden Zeng Guofan en Gordon hun krachten en zetten een nieuwe aanval op Nanjing in. Ditmaal stortte de weerstand van de rebellen ineen. Hong Xiuquan maakte met gif een eind aan zijn leven. Duizenden aanhangers van Hong kozen ook voor zelfdoding in plaats van overgave. De keizerlijke troepen richtten een groot bloedbad aan onder de leiders van de opstand en hun volgelingen.

## Gevolgen van de Taipingopstand
Het eerste gevolg van het mislukken van de Taipingopstand was dat de Qing-dynastie, die al duidelijk getoond had niet adequaat te kunnen reageren op de uitdagingen van de moderne tijd, haar leven nog ruim een halve eeuw kon rekken. Het is echter de vraag of de Taiping, indien hun opstand geslaagd was, beter op deze uitdagingen zouden hebben gereageerd.
De Qing-dynastie was wel sterk verzwakt. Ze zou voortaan aangewezen zijn op de steun van plaatselijke milities. Die vormden een voorafschaduwing van de legers van de oorlogsheren. Die zouden in het China van de jaren 1920 een groot deel van de macht naar zich toe trekken.
Het algemene beeld lijkt er dus een te zijn van verwoestingen zonder enig positief resultaat. Die verwoestingen waren enorm. Het aantal dodelijke slachtoffers wordt op 20 tot 30 miljoen geraamd, ongeveer een zesde van de 150 miljoen mensen die in het door de opstandelingen beheerste gebied leefden. De meeste van hen bezweken overigens aan de epidemieën en hongersnoden die door de burgeroorlog werden veroorzaakt, maar ook het aantal rechtstreekse geweldslachtoffers liep in de miljoenen. De rebellen en de keizerlijke troepen die de opstand onderdrukten deden in wreedheid en bloeddorstigheid weinig voor elkaar onder. In veel districten in Centraal-China had de bevolking zich in 1900 nog niet hersteld tot het peil van 1850.

## Historisch perspectief
In veel opzichten lijkt de Taipingopstand op de vele boerenopstanden die zich in de loop van de Chinese geschiedenis hebben voorgedaan. De massale ontevredenheid van de verarmde plattelandsbevolking was daarbij het revolutionaire reservoir, maar het waren veelal geheime genootschappen (Gele Tulbanden, Rode Wenkbrauwen, Blauwe Lotus e.d) of heterodoxe sekten die organisatie gaven aan deze massa van ontevredenen.
Daarnaast gaf de Taipingbeweging blijk van inzicht in de noodzaak van diepgaande hervormingen in de Chinese samenleving. In zekere zin kan men de Taipingrebellen van Hong Xiuqian dus zien als voorlopers van de communistische partizanen van Mao Zedong. De Chinese Communistische Partij (CCP) onderscheidt zich van de Taiping wel door een beter organisatievermogen en een beter inzicht in het belang van de moderne techniek. Naarmate er steeds meer kritische studies verschijnen over het verloop van de Chinese Communistische Revolutie, wordt duidelijk dat bepaalde zwakke punten van de Taiping, zoals corruptie aan de top en hevige onderlinge strijd, bij de communisten ook niet ontbroken hebben.